# Parachiton ronaldi
Parachiton ronaldi är en blötdjursart som först beskrevs av Kaas och Van Belle 1985.  Parachiton ronaldi ingår i släktet Parachiton och familjen Leptochitonidae. Inga underarter finns listade i Catalogue of Life.